# Pterostichus alamedae
Pterostichus alamedae är en skalbaggsart som beskrevs av Thomas Casey. Pterostichus alamedae ingår i släktet Pterostichus och familjen jordlöpare. Inga underarter finns listade i Catalogue of Life.